# Alexandre Torres
Alexandre Torres (født 22. august 1966) er en tidligere brasiliansk fodboldspiller.

## Brasiliens fodboldlandshold
| Brasiliens landshold | Brasiliens landshold | Brasiliens landshold |
| År                   | Kmp                  | Mål                  |
| -------------------- | -------------------- | -------------------- |
| 1992                 | 2                    | 0                    |
| Total                | 2                    | 0                    |